# Ley Orgánica del Poder Ejecutivo (LOPE)

## Ley Orgánica del Poder Ejecutivo (LOPE)
Según la Ley 29158, "Ley Orgánica del poder Ejecutivo", establece los principios y las normas básicas de organización, competencias y funciones del Poder Ejecutivo, como parte del Gobierno Nacional; las funciones, atribuciones y facultades legales del Presidente de la República y del Consejo de Ministros; las relaciones entre el Poder Ejecutivo y los Gobiernos Regionales y Locales; la naturaleza y requisitos de creación de Entidades Públicas y los Sistemas Administrativos que orientan la función pública, en el marco de la Constitución Política del Perú y la Ley de Bases de la Descentralización.

### Principios del derecho administrativo
El procedimiento administrativo se sustenta fundamentalmente en los siguientes principios, sin perjuicio de la vigencia de otros principios generales del Derecho Administrativo.
- Principio de legalidad
- Principio de impulso de oficio
- Principio de razonabilidad
- Principio de imparcialidad
- Principio de informalismo
- Principio de buena fe procedimental
- Principio de celeridad
- Principio de simplicidad
- Principio de uniformidad
- Principio de responsabilidad
- Principio de eficacia, entre otros

A continuación se desarrollará uno de los principios más importantes para el estado;

#### Principio de Celeridad
Según el TUO de la Ley 27444,ley del procedimiento administrativo general, quienes participan en el procedimiento deben ajustar su actuación de tal modo que se dote al trámite de la máxima dinámica posible, evitando actuaciones procesales que dificulten su desenvolvimiento o constituyan meros formalismos, a fin de alcanzar una decisión en tiempo razonable, sin que ello releve a las autoridades del respeto al debido procedimiento o vulnere el ordenamiento.
“Este principio se presenta en forma diseminada a lo largo del proceso, por medio de normas impeditivas y sancionadoras a la dilación innecesaria, así como a través de mecanismos que permiten el avance del proceso con prescindencia de la actividad de las partes. El hecho transcendente e indiscutible es que una justicia tardía no es justicia.”
En el año 2023, se reprograma la audiencia de pedido de exclusión de un representante político sobre el caso "Panama Papers", el cual hace referencia a una filtración masiva de documentos confidenciales de hace 8 años puesto que, se expuso una red global de más de 200 mil empresas en diversas jurisdicciones incluyendo Panamá. Estos documentos revelaron cómo individuos y entidades, incluyendo políticos, celebridades y empresarios, utilizaban estas empresas para evadir impuestos, ocultar activos y lavar dinero. Dándose evidencia del principio de celeridad, el cual, se da inicio a la aclaración del caso a fin de no causar mayores trámites procesales puesto que, se trataba de un representante político fundamental.